# Pardosa furcifera
Pardosa furcifera là một loài nhện trong họ Lycosidae.
Loài này thuộc chi Pardosa. Pardosa furcifera được Tord Tamerlan Teodor Thorell miêu tả năm 1875.